# Marcel Colomb
Marcel Colomb (geboren 26. Januar 1984 in Basel) ist ein Schweizer Politiker und Musiker. Er ist Bassist in der Band Bitch Queens und Vizepräsident der SP Basel-Stadt.

## Leben
Colomb ist in Basel aufgewachsen. Er besuchte in Basel die obligatorischen Schulen. Engagierte sich in seiner Jugend in der Jungwacht Blauring.
Nach abgeschlossener Schulzeit absolvierte Colomb von 2001 bis 2005 eine Berufslehre als Telematiker. Nach dem Abschluss der Berufslehre folgte ein Studium an der Höhere Fachschule für Informations- und Kommunikationstechnologie.
Colomb ist Bassist der Schweizer Punkband Bitch Queens.
2020 kandidierte er für den Grosser Rat (Basel-Stadt) des Kantons Basel-Stadt auf der Liste der SP Basel-Stadt. Er wurde nicht gewählt.
Colomb ist seit dem 18. April 2021 Vizepräsident der SP Basel-Stadt.
Colomb ist verheiratet.